# Wolfgang Hilger
Wolfgang Hilger (* 16. November 1929 in Leverkusen; † 20. April 2020 in Glashütten (Taunus)) war ein deutscher Manager und Chemiker.

## Leben
Hilger wurde in Leverkusen als Sohn eines Managers der Bayer AG geboren. Nach dem Studium der Chemie in Bonn und der Promotion 1957 trat er 1958 in die Farbwerke Hoechst in Frankfurt am Main ein, wo er sein ganzes Berufsleben verbrachte. 1974 wurde er in den Vorstand berufen, 1983 stellvertretender Vorsitzender und 1985 Vorsitzender des Vorstandes von Hoechst. Nach Karl Winnacker und Rolf Sammet war er der dritte Vorstandsvorsitzende nach Auflösung der IG Farben 1952.
Seine ersten Jahre als Vorstandsvorsitzender waren von Wachstum und erfolgreichen Investitionen geprägt. 1986 erwarb Hoechst für 5,9 Milliarden DM die Celanese Corporation, damals das viertgrößte amerikanische Chemieunternehmen. Es war die bis dahin größte Auslandsinvestition eines deutschen Unternehmens. Hilger leitete den Ausstieg von Hoechst aus unrentabel gewordenen Arbeitsgebieten wie der Produktion von Düngemitteln oder Polystyrol ein und ließ die Produktion der als Ozonkiller verrufenen Fluorchlorkohlenwasserstoffe (FCKW) einstellen. In der Öffentlichkeit setzte er sich vehement für die Durchsetzung der Gentechnologie und die Verkürzung von Genehmigungsverfahren ein. Seine besondere Aufmerksamkeit galt Hochtechnologieprodukten wie Industriekeramik und technischen Kunststoffen. In seine Amtszeit fielen das 125-jährige Jubiläum von Hoechst (1988) und die beiden bis dahin erfolgreichsten Geschäftsjahre 1988 und 1989.
Im wichtigen Pharmageschäft fiel Hoechst dagegen während der 1980er-Jahre vom nach Umsatz größten Pharmaunternehmen der Welt auf Rang vier zurück. Eine 1988 begonnene Reform der Pharmaforschung sowie der globalen Unternehmensstruktur blieben erfolglos. Von 1990 bis 1993 gingen die Unternehmensergebnisse stark zurück, so dass schließlich die meisten Unternehmensbereiche nicht mehr profitabel waren. Hilgers letztes Amtsjahr war zudem überschattet von einer Serie von Betriebsunfällen, die am 22. Februar 1993 im Werk Griesheim begonnen hatte und zu einer schweren Vertrauenskrise in der Öffentlichkeit führte. Hilger wurde persönlich vorgeworfen, dass er erst zehn Tage nach dem Vorfall an die Öffentlichkeit trat.
Mit dem Ende der Hauptversammlung 1994 übergab Hilger den Vorstandsvorsitz an seinen Nachfolger Jürgen Dormann. Anders als seine Vorgänger verzichtete er auf einen Sitz im Aufsichtsrat der Hoechst AG.
Im Ruhestand füllte Hilger eine Reihe von Aufsichtsratsposten, Beiratsmandaten und Ehrenämtern aus, unter anderem als Vorstandsvorsitzender der Robert-Koch-Stiftung sowie als Präses des Ältestenrats des Verbands der Chemischen Industrie. Er starb am 20. April 2020 im Alter von 90 Jahren zuhause in Glashütten.

## Öffentliche Kritik
1990 wurde Hilger das Ziel einer Protestaktion von Greenpeace. Die Organisation hatte unter der Überschrift Alle reden vom Klima – Wir ruinieren es Hilger sowie den Vorstandsvorsitzenden der Kali Chemie abgebildet, um gegen die Produktion von FCKW zu demonstrieren. Dagegen wandte Hilger sich mit einer Klage an das Bundesverfassungsgericht. Das Gericht wies die Klage im Juni 1999 ab. Zwar könne sich Hilger auf das Recht am eigenen Bild und auf das im Grundgesetz verankerte Persönlichkeitsrecht berufen, doch überwiege das Recht auf freie Meinungsäußerung.
Anfang der 1990er Jahre kam es zu einer öffentlichen Auseinandersetzung um den als Abtreibungsmittel bekannten Wirkstoff Mifepriston (RU 486). Abtreibungsgegner kritisierten, dass Hoechst mit RU 486 die willkürliche Tötung ungeborenen Lebens fördere und riefen zum Boykott von Hoechst auf.
Der als gläubiger Katholik bekannte Hilger galt selbst als Abtreibungsgegner und teilte im Juni 1991 auf der Hauptversammlung mit, dass Hoechst die Zulassung in keinem Land von sich aus beantragen werde, sondern nur auf ausdrückliche Aufforderung der jeweiligen Regierung. Zudem knüpfte Hoechst den Zulassungsantrag an die Bedingung, dass in dem jeweiligen Staat eine gesetzliche Regelung und eine medizinische Infrastruktur für Schwangerschaftsabbrüche bestehe. Weil das Unternehmen deshalb in Deutschland keine Zulassung von RU 486 beantragte, warfen Kritiker Hilger vor, mit dieser restriktiven Haltung die Schuld am Tod von Frauen zu tragen, die bei auf andere Weise vorgenommenen Schwangerschaftsabbrüchen ums Leben kämen.